# Freddy Bichot
Pour les articles homonymes, voir Bichot.

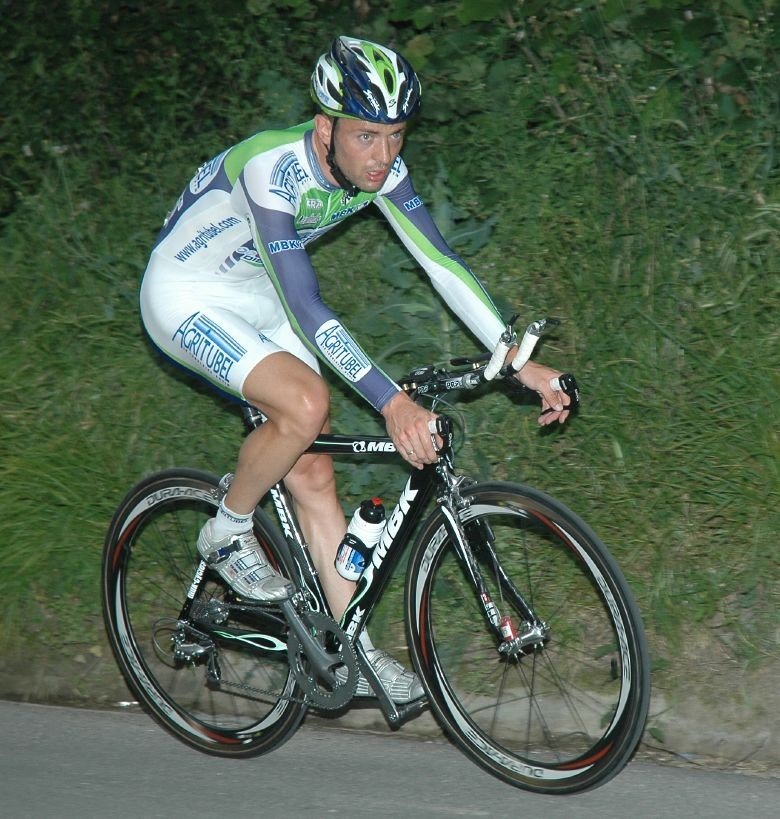
Lors de la Bicyclette basque 2007

Freddy Bichot est un coureur cycliste français né le 9 septembre 1979 à Château-Gontier (Mayenne).
Il est professionnel de 2003 à 2010 puis en 2012 au sein de l'équipe continentale Véranda Rideau-Super U, avec qui il a été sacré champion de France amateurs en 2011.
En 2013, il annonce sa retraite sportive, à la suite de l'arrêt de la formation Veranda Rideau U.

## Biographie

### Chez les amateurs
Fils de parents agriculteurs, il vit à Saint-Sauveur-de-Flée en Maine-et-Loire durant sa jeunesse avec son frère et sa sœur. Freddy se passionne depuis l'âge de 7 ans pour le cyclisme, qu'il pratique au VC Château-Gontier, et rêve de faire le Tour de France. Ses parents se relayaient pour l'emmener aux entraînements le mercredi et le samedi.
Membre de l'équipe Bretagne U Plouvien dans les rangs amateurs, Freddy Bichot remporte en 2002 les Boucles de la Mayenne et le championnat de France amateurs sur route. Il est contrôlé positif aux corticoïdes lors de cette épreuve. Il explique avoir subi une injection dans le cadre d'un traitement contre une allergie quelques semaines auparavant et négligé son inscription sur le carnet de santé et la présentation de l'ordonnance du médecin lors du contrôle. Il est déchu de son titre au profit de Frédéric Delalande et suspendu six mois à compter du mois de septembre. Ayant obtenu entre-temps une place de stagiaire au sein de l'équipe professionnelle La Française des jeux, avec laquelle il prend part au Tour de l'Avenir, cette suspension l'empêche d'y passer professionnel.
Freddy Bichot signe son premier contrat professionnel en 2003, avec l'équipe Barloworld.

### Débuts professionnels chez la Française des Jeux (2004-2006)
Il rejoint en 2004 l'équipe de La Française des jeux comme le voulait Marc Madiot. Il ne remporte aucune victoire durant cette année. Début février 2005, il remporte la première victoire de sa carrière à l'Étoile de Bessèges, en gagnant la première étape puis le classement général devant Maxime Monfort. Le reste de sa saison, il obtient des places d'honneurs sur la Route Adélie, le Tour du Finistère et le Paris-Corrèze. À la fin de la saison il prolonge son contrat avec La Française des jeux.
En 2006, son meilleur résultat est une quatrième place sur les Boucles de l'Aulne. Il n'est pas reconduit la saison suivante.

### Agritubel (2007-2009)
En 2007, il signe dans la formation française Agritubel. En mars 2007, il termine dixième des Trois jours de Vaucluse et septième du Cholet-Pays de Loire. Le mois suivant il obtient une quatrième place sur la Route Adélie et une quinzième place sur le Tour du Finistère. Grâce à ses résultats, il est sélectionné pour le Tour de France où il brille par sa combativité et de sa bonne première semaine, il termine 102e du classement général.
En 2008 il prolonge chez Agritubel. Il remporte les Boucles de la Mayenne qu'il avait déjà gagné en 2002 chez les amateurs. Il participe une seconde fois au Tour de France.
Au début de la saison 2009, Agritubel annonce son retrait du cyclisme à la fin de la saison. Lauréat des Boucles du Sud Ardèche et vainqueur d'étape sur le Tour de Normandie, le Tour de Wallonie et Paris-Corrèze, dont il prend la deuxième place finale, Freddy Bichot est recruté en août par la formation BBox Bouygues Telecom pour la saison 2010.

### BBox Bouygues Telecom (2010)
En 2010, Freddy Bichot termine deuxième du Tour de Normandie derrière Ronan van Zandbeek, huitième du Paris-Camembert et du Circuit de Lorraine. Il n'est pas sélectionné pour le Tour de France en juillet. À la fin de la saison son contrat n'est pas reconduit et il retourne chez les amateurs.

### Retour chez les amateurs (2011)
En 2011, Freddy Bichot redevient coureur amateur au Team Véranda Rideau Sarthe 72. En juin, il remporte le championnat de France sur route amateur à Boulogne-sur-Mer. Durant cette course, il parcourt les 55 derniers kilomètres en échappée avec son coéquipier Samuel Plouhinec, champion de France amateur en 2009, qu'il bat au sprint. Bichot gagne également le Circuit méditerranéen, le Circuit des plages vendéennes, le Circuit Rance Émeraude, Redon-Redon, les Boucles de la Loire, le Tour du Pays du Roumois ainsi que le Grand Prix de la Saint-Laurent. Il termine la saison à la deuxième place du classement de la Fédération française de cyclisme, derrière Arnaud Démare (CC Nogent-sur-Oise), champion du monde des moins de 23 ans cette année-là.

### Come-back chez les professionnels et retraite (2012)
Lors de la saison 2012, l'équipe Team Véranda Rideau Sarthe 72 devient professionnelle et acquiert le statut d'équipe continentale. Freddy suit le mouvement et redevient professionnel avec cinq de ses coéquipiers. Cependant, la saison est difficile pour lui et son équipe et Freddy n'a que peu d'occasions de s'illustrer, il finit septième du Tour du Doubs et 19e du Tour du Limousin. Le 4 septembre, à la suite de sa victoire dans le Grand Prix de Fougères, il annonce sa retraite sportive quelques jours avant ses 33 ans à la suite de l'arrêt de son équipe à la fin de la saison et aux difficultés qu'il rencontre pour retrouver une équipe la saison prochaine. Il souhaite désormais se lancer dans la course à pied.

### Situation familiale, morphologie et divers
Le surnom de Freddy est "La Biche" en rapport avec son nom Bichot, il vit à Laval avec sa femme, Cécile, et ses 2 enfants. Il mesure 1,79 m et pèse entre 66 et 68 kg,,. Depuis la saison 2009, il possède également un entraîneur mental en la personne de Denis Troch, ancien entraîneur de football qui est notamment passé à Laval, Amiens ou encore au Havre. Il lui a notamment permis de canaliser son énergie pendant les courses cyclistes et ainsi de pouvoir se concentrer sur l'essentiel. À l'issue de sa carrière, Freddy Bichot est recruté par la société vendéenne Gustave Rideau au sein de laquelle il occupe le poste de vendeur.

## Palmarès
| - 2001 - Nantes-Segré - 2002 - Val d'Ille U Classic 35 - 4e étape du Tour de la Manche - 3e étape du Tour du Tarn-et-Garonne - Boucles de la Mayenne : - Classement général - 2e étape - 3e de Redon-Redon - 2003 - 2e du Prix du Léon - 2005 - Étoile de Bessèges : - Classement général - 1re étape - 2008 - Classement général des Boucles de la Mayenne - 2009 - Boucles du Sud Ardèche - 5e étape du Tour de Normandie - 1re étape du Tour de Wallonie - 1re étape de Paris-Corrèze - 2e de Paris-Corrèze - 2010 - 2e du Tour de Normandie | - 2011 - Champion de France sur route amateurs - Circuit méditerranéen - Circuit des plages vendéennes : - Classement général - 5e étape - Circuit Rance Émeraude - Redon-Redon - Boucles de la Loire - Tour du Pays du Roumois - Prix de la Saint-Laurent - 2e du Grand Prix de la Pentecôte à Moncontour - 2e du Circuit des Remparts - 2e de Paris-Auxerre - 2e du Trio normand - 2012 - Trophée des Champions - Grand Prix de Fougères - 2014 - Critérium Nant'Est Entreprises - 2e du Tour de la Région du Lion d'Angers - 2019 - Grand Prix Leclerc de Lune |  |

## Résultats sur les grands tours

### Tour de France
2 participations
- 2007 : 102e
- 2008 : 135e

### Tour d'Italie
2 participations
- 2004 : abandon (10e étape)
- 2005 : abandon (14e étape)

### Tour d'Espagne
2 participations
- 2006 : hors-délai (5e étape)
- 2010 : abandon (9e étape)

## Classements mondiaux
| Année           | 2007 | 2008 | 2009 | 2010 | 2011 | 2012 |
| --------------- | ---- | ---- | ---- | ---- | ---- | ---- |
| UCI Europe Tour | 313e | 242e | 49e  | 310e | 581e | 576e |